# Христодул (Саридакис)
Митрополи́т Христо́дул (греч. Μητροπολίτης Χριστόδουλος, в миру Хри́стос Сарида́кис, греч. Χρήστος Σαριδάκης; 1943, Камарес, Ираклион — 14 декабря 2021, Ираклион) — епископ Иерусалимской православной церкви, митрополит Елевферопольский.

## Биография
В 1957 году прибыл в Иерусалим. В 1962 году окончив Патриаршую школу в Иерусалиме, был пострижен в монашество с именем Христодул и был рукоположён в сан иеродиакона. В 1964 году был рукоположён во иеромонаха. В 1967 году был возведён в достоинство архимандрита.
Обучался в Еврейском университете в Иерусалиме, а затем на богословском факультете Афинского университета, который закончил в 1985 году.
Настоятельствовал в монастырях святого Харалампия, святого Георгия в Рамле, святого Симеона Богоприимца в Иерусалимском квартале Катамон. Затем служил преподавателем в Патриаршей школе в Иерусалиме, старшим ризничим Патриархии, заместителем председателя церковного суда первой инстанции в Иерусалиме, председателем Яффского церковного суда, настоятелем памятной часовни Божией Матери в Гефсимании, а с 1985 года — старшим драгоманом Патриархии.
6 марта 1988 года был хиротонисан во епископа Ареопольского, оставаясь драгоманом.
24 октября 1991 году был избран членом Священного Синода Иерусалимской Православной Церкви и архиепископом Елевферопольским.
В 1994 году был возведён в сан митрополита.
Умер 14 декабря 2021 года в городе Ираклионе.